# Сагайдачного, 12
Кам'яниця № 12 — колишній прибутковий будинок, розташований на вулиці Петра Сагайдачного, що на Подолі у Києві.
За визначенням дослідників, споруда — цінний зразок історичної забудови Подолу кінця XIX сторіччя, важливий елемент в ансамблі вулиці.
Наказом Міністерства культури і туризму України № 521/0/16-09 від 13 липня 2009 року будинок поставлений на облік пам'яток містобудування й архітектури місцевого значення (охоронний номер 549-Кв).

## Історія кам'яниці
Власником ділянки був Давид Марголін, київський підприємець, купець першої гільдії, директор-розпорядник правління Другого пароплавного товариства по Дніпру і його притоках, а у 1918 році член фінансово-економічної ради Української Народної Республіки. Упродовж 1890—1892 років на його замовлення спорудили прибутковий будинок. Приміщення другого і третього поверхів зайняло правління пароплавства.
1913 року Марголін подарував будинок своїм донькам і синові Арнольду Давидовичу, який був адвокатом, а за часів Директорії УНР заступником міністра закордонних справ і дипломатичним представником у Лондоні й Парижі, членом української делегації на мирній конференції в Парижі.
1922 року радянська влада націоналізувала будівлю.
Приміщення займало структурні підрозділи Державного пароплавства, а у 1992—2012 роках — управління Судноплавної компанії «Укррічфлот».
Станом на 2021 рік будівля потребує косметичного ремонту. Поступово обсипається декор.

## Архітектура
Триповерхова, цегляна, тинькована, П-подібна у плані кам'яниця має підвал, двосхилий дах, бляшане покриття, дерев'яні пласкі перекриття.
Фасад вирішений у стилі історизму із застосуванням неоренесансних елементів. Центральна вісь симетричної композиції акцентована розкріповкою з в'їзною аркою, цегляним балконом над нею й аттиком з люкарнею. Площина обабіч здвоєних вікон на рівні другого і третього поверхів декорована пілястрами коринфського ордера.
Бічні балкони на другому поверсі фланковано тричвертевими колонами з антаблементом.
Фасад оздоблено листям аканта, фестонами-вінками, стрічковим рустом та іншим ліпленим декором. Парадний вхід розташований у подвір'ї, до якого веде проїзд.

Декор
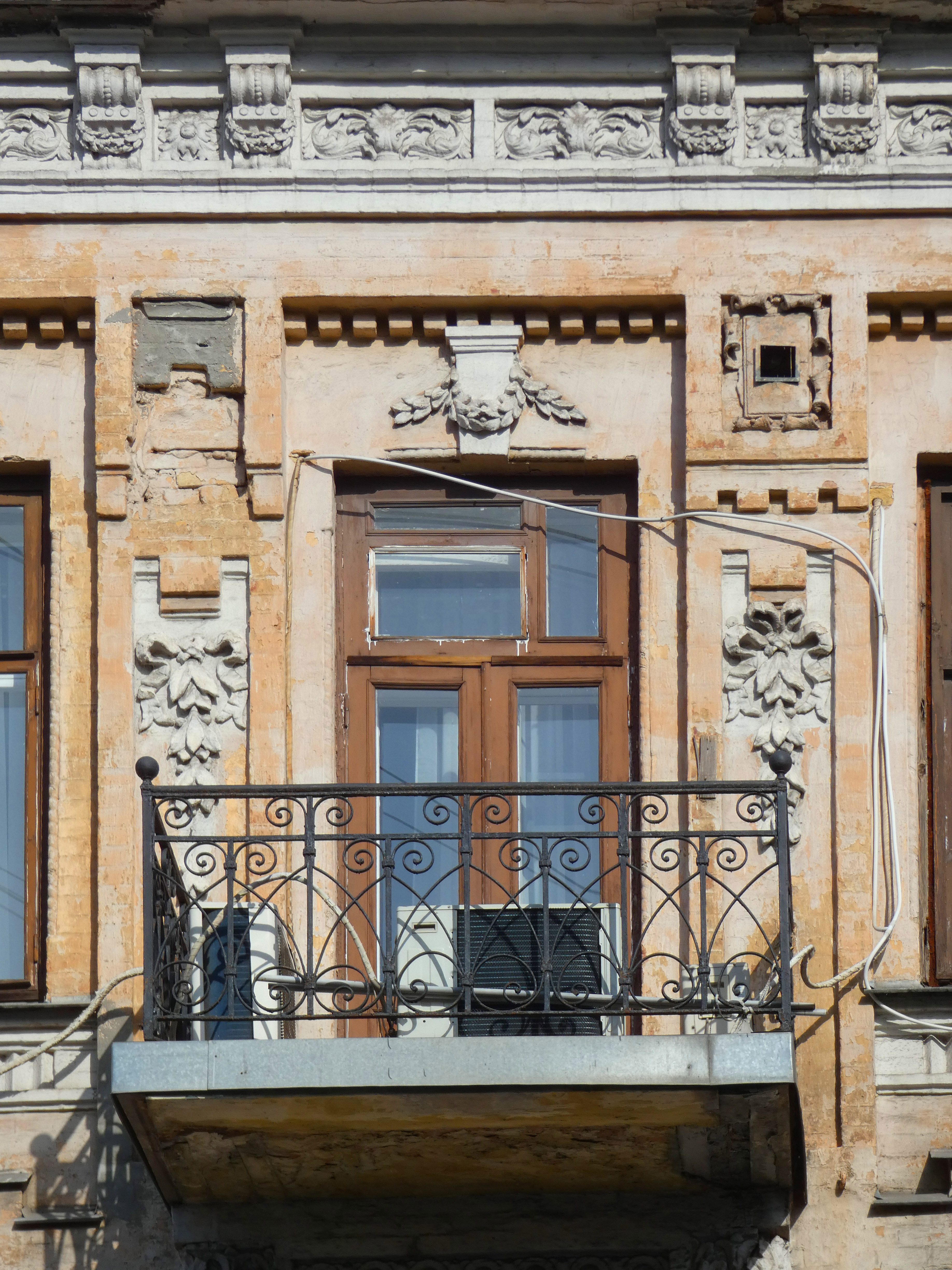
Балкон на третьому поверсі
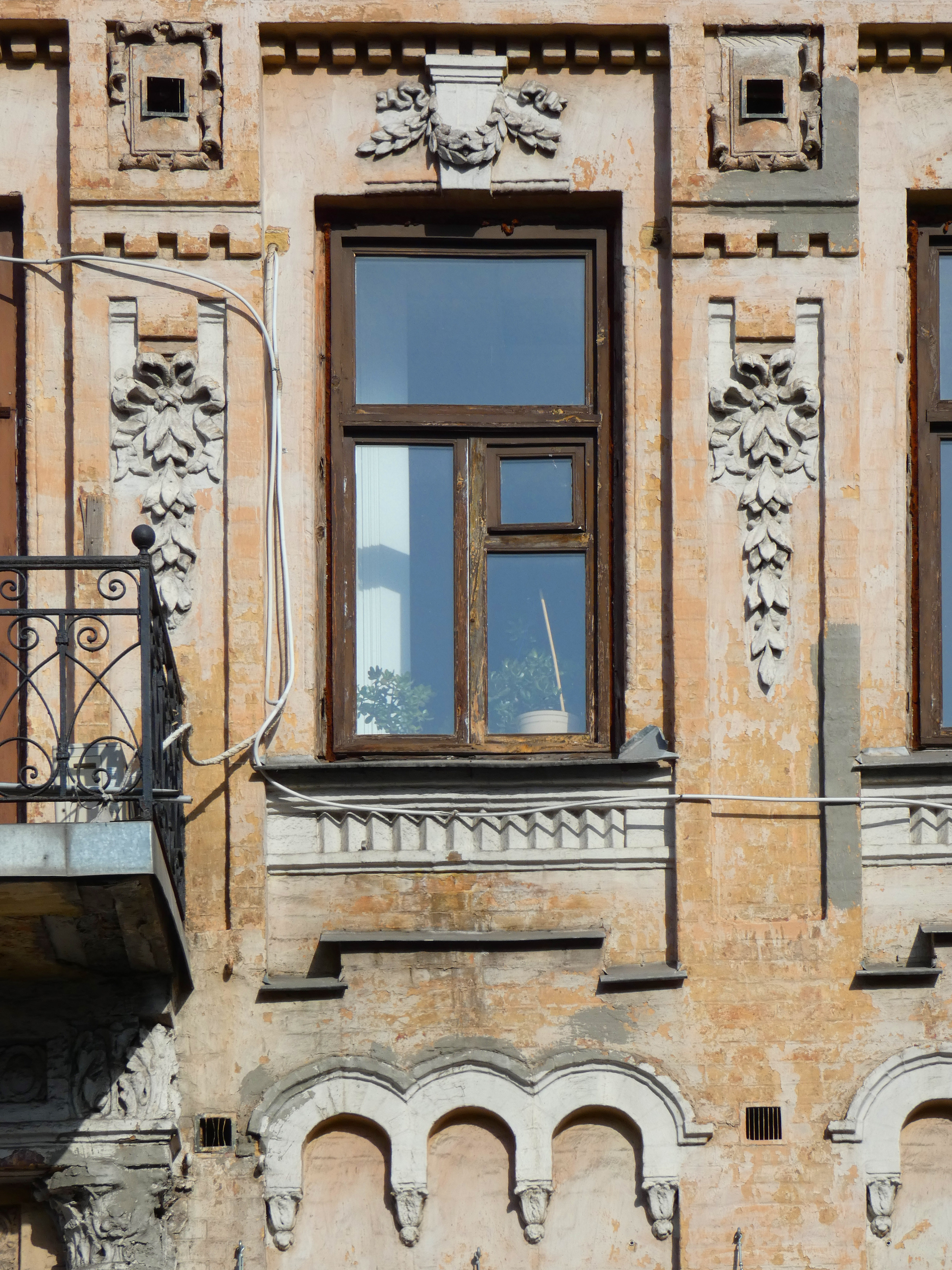
Оздоблення вікна
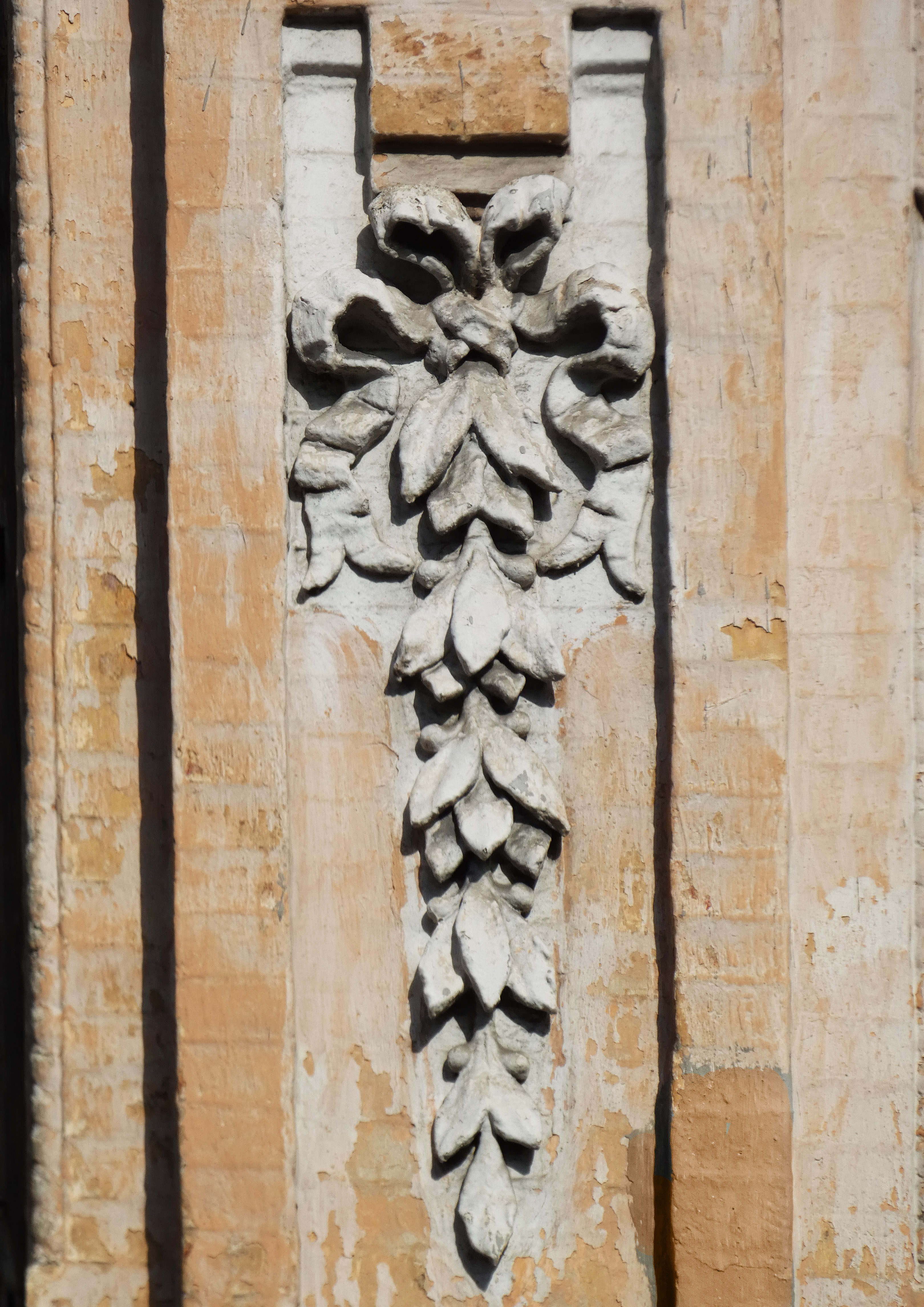
Елемент декору
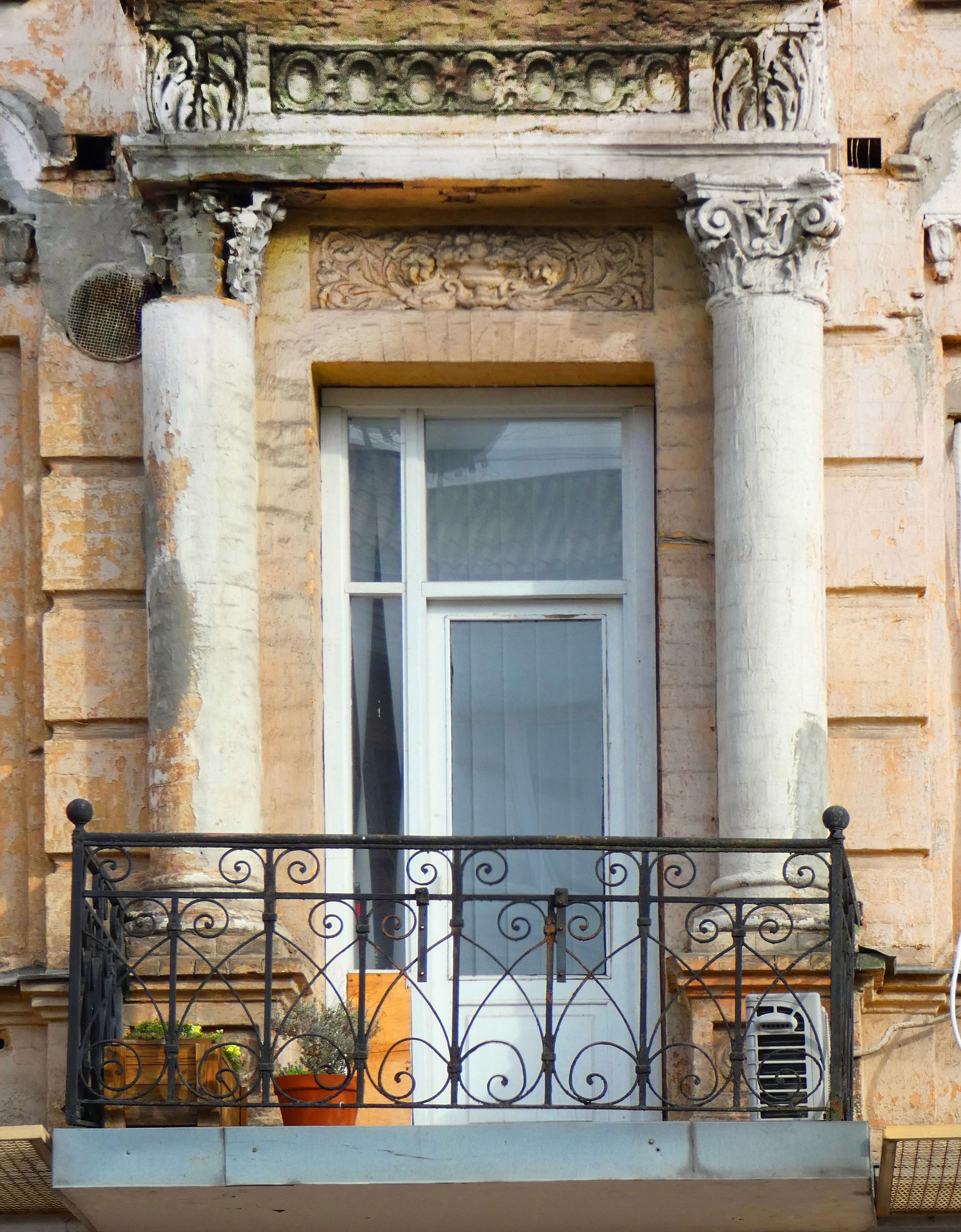
Балкон на другому поверсі з колонами й антаблементом